# Eco-Drive

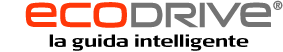
Logo

Eco-Drive (“Eco”, in ingl., franc., ital., abbreviazione di “ecologico/economico”; “Drive”, in ingl. “guida”) indica un programma di risparmio promosso dal Ufficio federale dell’energia volto ad incoraggiare in Svizzera "la guida ecologica, economica e sicura". Le misure del programma sono rivolte a conducenti di automobili e tipi diversi di veicoli commerciali. Dal 2005 Eco-Drive fa parte della formazione obbligatoria in due fasi dei neoconducenti d'auto..
L'associazione di riferimento Quality Alliance Eco-Drive (QAED) raggruppa dipartimenti federali svizzeri, associazioni di trasporto e aziende nonché organizzazioni e privati del settore della scuola guida.

## Programma di risparmio

### Contenuti e obiettivi
L'obiettivo che si propone Eco-Drive è da un lato una corretta conoscenza della tecnica e del comportamento di guida; dall'altro è prevista anche la finalità economica di risparmiare il più possibile carburante, contribuendo in tal modo anche alla riduzione delle emissioni di CO2. Tale contributo alla salvaguardia del clima è stato anche il motivo originario che ha condotto alla fondazione di QAED, avvenuta nel 1999.
Il comportamento economico ed ecologico promosso dall'associazione deve anche contribuire ad uno stile di guida previdente (e viceversa) con un conseguente effetto positivo sulla sicurezza stradale. Il successo di questa tecnica di guida ha indotto il dipartimento federale competente ad integrare Eco-Drive nella scuola guida obbligatoria. Tutti i principali attori del traffico stradale svizzero sono collegati al programma.

### Automobili e veicoli commerciali
Eco-Drive compendia una serie di raccomandazioni relative a veicolo e tecnica di guida. Chi segue questi consigli, con le automobili risparmia dal 10 al 15 % di carburante. Il potenziale di risparmio per i veicoli commerciali è dal 5 al 10 %. Il programma si rivolge a maestri di guida, neoconducenti e conducenti anziani di automobili nonché conducenti di veicoli commerciali quali autocarri, autobus e autofurgoni, ma anche macchine edili e veicoli da pista.

### Misure
Per divulgare il concetto del potenziale di risparmio e i consigli ad esso collegati, QAED attua diverse misure. Tra queste si contano la promozione di corsi Eco-Drive per automobilisti e camionisti, opera di divulgazione a contatto con il pubblico.

## Sviluppo
Nel 2023, SvizzeraEnergia ha commissionato all'Empa e all'EBP uno studio sull'impatto dei comportamenti di guida efficienti dal punto di vista energetico. Sulla base di oltre 3.000 casi simulati, lo studio ha rilevato che il potenziale di risparmio derivante dagli adeguamenti comportamentali rimarrà elevato anche in futuro, indipendentemente dagli sviluppi tecnici previsti. Il potenziale di risparmio teorico per le autovetture oggi ed entro il 2030 è del 21,7%, di cui circa il 50% potrebbe essere facilmente realizzato. Questo vale anche per i veicoli elettrici.
I risultati più importanti sono riassunti nella scheda informativa (in tedesco)
https://pubdb.bfe.admin.ch/de/publication/download/11868

## Fondazione dell'associazione

### Fatti antecedenti
Il marchio Eco-Drive, quale tecnica di guida ecologica, era noto già prima della fondazione dell'associazione. Ernst Reinhardt, l'allora responsabile del settore Trasporti del programma di attuazione confederale “Energia 2000”, diffuse il concetto sulle strade svizzere. Tuttavia Eco-Drive voleva essere ben più di una formula di guida. Lo scopo era quello di trasformarlo in un sigillo di qualità in grado di fissare standard nella formazione alla guida e assicurarli a lungo termine. A livello nazionale avrebbe dovuto coinvolgere tutti i settori economici e persone partecipanti al traffico motorizzato.

### Fondazione
Poco prima del passaggio del millennio, si sono riuniti importanti rappresentanti dei settori trasporti e formazione alla guida: uffici federali, automobile club nonché imprese e organizzazioni dell‘economia privata. Il 7 dicembre 1999 costituirono l'associazione Quality Alliance Eco-Drive con sede a Zurigo. La fondazione fu sostenuta attraverso un mandato di prestazione dell'Ufficio federale dell'energia (UFE). QAED comunica con il marchio registrato Eco-Drive, di proprietà dell'UFE. Il presidente era Ernst Hug. Chiara Simoneschi-Cortesi, consigliere nazionale del CVP fino al 2011, ha ricoperto la presidenza dal 2004 al 2015. L'attuale presidente dal 2015 è Urs Gasche, ex consigliere nazionale del BDP.

## Sostenitori e partner
Dal punto di vista finanziario QAED è sostenuta prevalentemente da SvizzeraEnergia (un programma dell'Ufficio federale dell'energia). Un ulteriore sostegno è assicurato da altre imprese, associazioni e istituzioni. Tra questi, fra l'altro, le associazioni di trasporto e dei maestri conducenti, le imprese nel settore auto e trasporti nonché le istituzioni nel settore della formazione alla guida.
SvizzeraEnergia è la piattaforma che raggruppa sotto un unico tetto tutte le attività nel settore delle energie rinnovabili e dell'efficienza energetica. Ciò avviene in stretta collaborazione tra Confederazione, cantoni, comuni e numerosi attori del mondo economico, delle organizzazioni ambientaliste, dei consumatori e delle agenzie dell'economia privata.

## Weblink
- Sito internet d'Eco-Drive Archiviato il 2 aprile 2012 in Internet Archive. – Assistenza/Strumenti e downloads[collegamento interrotto] QAED consente il download di materiale informativo
- Sito internet de SvizzeraEnergia, su svizzeraenergia.ch.
- https://pubdb.bfe.admin.ch/